# Bitka pri Grahamovi utrdbi
Bitka za Grahamovo utrdbo se je odvila 1. septembra 1780 med milicama [Patrioti (Ameriška vojna za neodvisnost)|Patriotov]] in Lojalistov v današnjem okrožju Cleveland v Severni Karolini. Polkovnik William Graham je zgradil veliko brunarico blizu Buffalo Creeka, ki bo sčasoma veljala za Grahamovo utrdbo.
1. septembra se je skupina lojalistov približala stavbi in zahtevala, da se Graham preda. Graham je zavrnil in skupini sta izmenjali ogenj. En lojalist se je približal zgradbi, vtaknil cev svoje pištole v razpoko in sprožil orožje. Ko je to videla, naj bi sedemnajstletna ženska potisnila svojega brata navzdol, da bi ga rešila pred strelom. Lojalist je bil ustreljen v glavo. Nato je po legendi mlada ženska odpahnila vrata in stekla ven, da bi pobrala pištolo in strelivo padlega lojalista za uporabo moških v utrdbi. Potem, ko so lojalisti izgubili enega moškega in štirje drugi bili ranjeni, a brez uspeha, so se umaknili. Polkovnik Graham je dal svojo nosečo ženo in vse ostale v koči preseliti na varnejšo lokacijo. Ko sta se Graham in tisti, ki so bili z njim, umaknila, so se lojalisti vrnili. Izropali so kočo in vzeli šest njegovih sužnjev. Danes državni zgodovinski spomenik z imenom bitke označuje kraj spopada. To je bila najmanjša bitka med ameriško vojno za neodvisnost.